# Band on the Run
Band on the Run è il terzo album in studio dei Wings, attribuito a "Paul McCartney & Wings", pubblicato nel 1973. L'album diventò il più grande successo del gruppo e viene considerato il vertice della carriera solista di McCartney .
La rivista Rolling Stone l'ha inserito al 418º posto della sua lista dei 500 migliori album.
Il disco è stato l'ultimo album di Paul McCartney a essere pubblicato dall'etichetta Apple Records.

## Storia
Dopo il successo di Red Rose Speedway e della canzone del tema musicale del film Agente 007 - Vivi e lascia morire, Paul e Linda McCartney, stufi di registrare in Gran Bretagna, decisero di fare un viaggio in una località esotica. Dopo aver chiesto alla EMI di mandare loro una lista degli studi di registrazione disponibili all'estero, Paul scoprì che ne esisteva uno a Lagos in Nigeria e fu immediatamente preso dall'idea di andare a registrare un album in Africa. Insieme ai coniugi McCartney, sarebbero dovuti partire alla volta dell'Africa anche il chitarrista e pianista Denny Laine, il chitarrista Henry McCullough e il batterista Denny Seiwell. Ma poche settimane prima della partenza fissata per fine agosto, McCullough lasciò gli Wings; e Seiwell lo seguì poco dopo. Quindi per la Nigeria partirono solo Paul, Linda e Denny Laine, insieme all'ex ingegnere di studio dei Beatles Geoff Emerick. All'arrivo a Lagos, Paul e Linda si scontrarono con le difficoltà locali: apparecchiature di registrazione antiquate e scarsa efficienza degli studi. Subirono anche una rapina a mano armata mentre erano in giro per Lagos.
In ottobre, quando il gruppo fece ritorno a Londra, vennero dati gli ultimi ritocchi ai brani ed effettuate tutte le sovraincisioni. La canzone Helen Wheels fu pubblicata come singolo alla fine del mese anche se non compariva nell'album in uscita, e diventò un successo mondiale da Top 10 entro la fine dell'anno. Quando Band On The Run era pronto per le stampe, la Capitol Records, che distribuiva i dischi della Apple Records negli Stati Uniti, inserì Helen Wheels nell'album contro il volere di McCartney.

## Registrazione
Il disco venne registrato in due momenti separati: tra il 15 agosto ed il 23 settembre agli EMI Studios di Lagos e poi nell'ottobre 1973 a Londra, presso gli A.I.R. Studios, dove vennero effettuate le sovraincisioni sulle basi incise in Africa, quelle dell'orchestra e furono registrati per intero due brani (Jet, Nineteen Hundred and Eighty-Five). La canzone Picasso's Last Words venne registrata anch'essa in Africa ma presso gli ARC Studios, di proprietà di Ginger Baker, che nel brano suona alcuni barattoli pieni di sabbia a mo' di maracas.

## Copertina
La celebre foto di copertina venne scattata il 28 ottobre 1973 contro il muro esterno di uno stabile a Osterley Park, Isleworth. La fotografia ritrae Paul, Linda e Denny più altre sei persone, più o meno famose, vestite come carcerati e sorprese nell'atto di un tentativo di evasione dalla luce di un riflettore. Gli altri individui che compaiono in copertina sono:
- Michael Parkinson (giornalista)
- Kenny Lynch (attore, comico e cantante)
- James Coburn (attore)
- Clement Freud (rubricista, chef, narratore, parlamentare, e pronipote di Sigmund Freud)
- Christopher Lee (attore)
- John Conteh (pugile originario di Liverpool, in seguito diventato campione mondiale dei pesi mediomassimi)

Citazioni dell'immagine di copertina sono state fatte dallo stesso McCartney (nel video del brano Spies Like Us, con Chevy Chase e Dan Aykroyd, e dalla Dreamworks per il poster del film Madagascar, che ritrae i personaggi principali contro un muro nella stessa posa della foto di Band on the Run).

## Pubblicazione e accoglienza
| Recensione                    | Giudizio |
| ----------------------------- | -------- |
| AllMusic                      | [ 10 ]   |
| Christgau's Record Guide      | C+       |
| Mojo                          | [ 12 ]   |
| MusicHound Rock               | [ 13 ]   |
| PopMatters                    | [ 14 ]   |
| Record Collector              | [ 15 ]   |
| Rolling Stone                 | [ 16 ]   |
| The Rolling Stone Album Guide | [ 17 ]   |
| Piero Scaruffi                | [ 18 ]   |
| Uncut                         | [ 19 ]   |
| Ondarock                      | 8.5/10   |

Le vendite iniziali di Band on the Run furono lente, l'album iniziò gradualmente la sua scalata alle classifiche, ma entro la primavera del 1974, grazie al successo di Jet e della title track Band on the Run, il disco si rivelò un successo. Raggiunse la prima posizione in classifica Billboard 200 negli Stati Uniti per quattro settimane, e fu certificato triplo disco di platino. In Gran Bretagna, il disco passò sette settimane di fila in cima alla classifica, diventando così l'album più venduto di tutto il 1974 vincendo il disco di platino. Raggiunse la prima posizione anche in Canada risultando il disco più venduto dell'anno, in Australia, Nuova Zelanda, Norvegia e Spagna, la quinta nei Paesi Bassi e l'ottava in Svezia.
Tra le tracce del disco, particolare attenzione venne dedicata a Let Me Roll It, che parve indirizzata a Lennon: "a colpire fu soprattutto l'omaggio stilistico che McCartney indirizzò, più o meno consapevolmente, all'amico".
All'inizio del 1975,  Paul McCartney e i Wings vinsero il premio Grammy per la "Miglior performance vocale di gruppo" per il brano Band on the Run.
Nel 1993, Band on the Run fu rimasterizzato e ristampato in CD come parte della serie "The Paul McCartney Collection" con l'aggiunta di Helen Wheels e della b-side Country Dreamer come bonus tracks.
Nel 1999, è stata pubblicata un'edizione speciale deluxe del disco, la "Band on the Run: 25th Anniversary Edition". In questa versione, Helen Wheels è la traccia numero 8, tra No Words e Picasso's Last Words (Drink to Me).
Nel maggio 2007, l'album è stato reso disponibile per il download a pagamento su iTunes Store.

## Tracce
Tutti i brani sono opera di Paul McCartney, eccetto dove indicato.

### Edizione britannica
Lato A
1. Band on the Run – 5:10
2. Jet – 4:06
3. Bluebird – 3:22
4. Mrs Vandebilt – 4:38
5. Let Me Roll It – 4:47

Lato B
1. Mamunia – 4:50
2. No Words – 2:33 (P. McCartney, Denny Laine)
3. Picasso's Last Words (Drink to Me) – 5:50
4. Nineteen Hundred and Eighty-Five – 5:27

### Edizione statunitense
Lato A
1. Band on the Run – 5:10
2. Jet – 4:06
3. Bluebird – 3:22
4. Mrs Vandebilt – 4:38
5. Let Me Roll It – 4:47

Lato B
1. Mamunia – 4:50
2. No Words – 2:33
3. Helen Wheels – 3:44
4. Picasso's Last Words (Drink to Me) – 5:50
5. Nineteen Hundred and Eighty Five – 5:27

## Formazione

### Gruppo
- Paul McCartney – voce, armonie vocali, cori, basso, pianoforte, chitarra acustica ed elettrica, batteria, percussioni, maracas
- Linda McCartney – armonie vocali, cori, tastiere, percussioni
- Denny Laine – armonie vocali, cori, chitarra solista, chitarra acustica, basso, percussioni

### Altri musicisti
- Howie Casey - sassofono

### Crediti
- Paul McCartney - produttore
- Geoff Emerick - ingegnere del suono

## Tracce nelle edizioni successive dell'album

### Tracce Bonus - Edizione rimasterizzata del 1993
1. Helen Wheels (Singolo, 26/9/1973) - 3:48
2. Country Dreamer (Lato B di Helen Wheels) - 3:09

### Edizione del 25º anniversario
Uscita il 15 marzo 1999, consiste in un cofanetto contenente:
- L'album nella versione americana (quindi con Helen Wheels)
- Un libretto di 24 pagine
- Un poster
- Un secondo CD con interviste, demo e versioni live delle canzoni dell'album.

CD 2
1. PAUL McCARTNEY (Dialogue Intro) /Band on the Run (Nicely Toasted Mix) - 1:12
2. Band on the Run (Original)/PAUL McCARTNEY (Dialogue link 1) - 2:17
3. Band on the Run (Barn Rehearsal - 21 July 1989) - 4:59
4. PAUL McCARTNEY (Dialogue link 2) /Mamunia (Original)/DENNY LAINE (Dialogue)/Mamunia (Original)/LINDA McCARTNEY (Dialogue)/PAUL McCARTNEY (Dialogue link 3) - 4:23
5. Bluebird (Live version - Australia 1975) - 0:55
6. Bluebird (Original)/PAUL McCARTNEY (Dialogue link 4) - 0:23
7. PAUL McCARTNEY (Dialogue link 5) /NO WORDS (Original)/GEOFF EMERICK (Dialogue) (Paul McCartney/Denny Laine) - 1:24
8. No Words (Original)/PAUL McCARTNEY (Dialogue link 6) /TONY VISCONTI (Dialogue)/Band on the Run (original)/TONY VISCONTI (Dialogue) (Paul McCartney/Denny Laine) / (Paul and Linda McCartney) - 1:47
9. Jet (Original from Picasso's Last Words) /PAUL McCARTNEY (Dialogue Link 7) /Jet (Original from Picasso's Last Words) /AL COURY (Dialogue) - 2:55
10. Jet (Berlin Soundcheck - 3 September 1993) - 3:52
11. PAUL McCARTNEY (Dialogue link 8) /CLIVE ARROWSMITH (Dialogue) - 1:44
12. Nineteen Hundred and Eighty Five (Original)/PAUL McCARTNEY (Dialogue link 9) /JAMES COBURN (Dialogue)/PAUL McCARTNEY (Dialogue link 10) /JOHN CONTEH (Dialogue) - 3:24
13. Mrs Vandebilt (Original) / PAUL McCARTNEY (Dialogue link 11) / KENNY LYNCH (Dialogue) - 2:10
14. Let Me Roll It (Cardington Rehearsal - 5 February 1993)"/PAUL McCARTNEY (Dialogue link 12) - 3:52
15. PAUL McCARTNEY (Dialogue link 13) /Mrs Vandebilt (Background)/MICHAEL PARKINSON (Dialogue)/LINDA McCARTNEY (Band on the Run Photo Shoot) (Dialogue)/MICHAEL PARKINSON (Dialogue) - 2:25
16. Helen Wheels (Crazed)/PAUL McCARTNEY (Dialogue link 14) /CHRISTOPHER LEE (Dialogue) - 5:32
17. Band on the Run (Strum Bit) /PAUL McCARTNEY (Dialogue link 15) /CLEMENT FREUD (Dialogue) - 1:01
18. Picasso's Last Words (Original)/PAUL McCARTNEY (Dialogue link 16) /DUSTIN HOFFMAN (Dialogue) - 4:22
19. Picasso's Last Words (Drink To Me) (Acoustic version) - 1:11
20. Band on the Run (Nicely Toasted Mix) /PAUL McCARTNEY (Dialogue Link 17) - 0:42
21. Band on the Run (Northern Comic Version) - 0:37

### Ristampa 2010: The Paul McCartney Archive Collection
L'album è stato ristampato dalla Hear Music/Concord Music Group il 2 novembre 2010 come prima uscita della serie "The Paul McCartney Archive Collection". Il disco è stato pubblicato in diversi formati:
- Singolo CD contenente la versione originale UK dell'album
- 2-CD/1-DVD Special Edition contenente un CD e un DVD di materiale extra in aggiunta all'album originale
- 2-CD/2-DVD Special Edition disponibile esclusivamente presso la catena distributiva Best Buy che include un CD e due DVD di materiale extra in aggiunta all'album originale
- 3-CD/1-DVD Deluxe Edition con in più anche un documentario audio originalmente prodotto per il venticinquesimo anniversario della pubblicazione dell'album. Inoltre è incluso un libro fotografico di 120 pagine con immagini dell'epoca scattate da Linda McCartney e Clive Arrowsmith, la storia del disco e altro materiale aggiuntivo.
- Doppio vinile contenente lo stesso materiale presente nella Special Edition
- Versione High Resolution 24bit-96 kHz limited edition

#### Materiale Extra
Il materiale extra presente nel secondo CD è:
1. Helen Wheels 3:47 (Singolo)
2. Country Dreamer 3:09 (Singolo, lato B di Helen Wheels)
3. Bluebird [From "One Hand Clapping"] 3:28 (Versione inedita tratta dal documentario One Hand Clapping)
4. Jet [From "One Hand Clapping"] 3:57 (Versione inedita tratta dal documentario One Hand Clapping)
5. Let Me Roll It [From "One Hand Clapping"] 4:25 (Versione inedita tratta dal documentario One Hand Clapping)
6. Band on the Run [From "One Hand Clapping"] 5:14 (Versione inedita tratta dal documentario One Hand Clapping)
7. Nineteen Hundred and Eighty-Five [From "One Hand Clapping"] 5:59 (Versione inedita tratta dal documentario One Hand Clapping)
8. Country Dreamer [From "One Hand Clapping"] 2:16 (Versione inedita tratta dal documentario One Hand Clapping)
9. Zoo Gang (Singolo)